# Lorna Raver
Lorna Raver (früher Lorna Johnson; * 9. Oktober 1943 in York County, Pennsylvania) ist eine amerikanische Schauspielerin.

## Leben
Lorna Raver machte ihre ersten schauspielerischen Erfahrungen am traditionsreichen Hedgerow Theatre in Rose Valley, Delaware County, Pennsylvania. Danach spielte sie mehrere Jahre in Off-Broadway-Aufführungen in New York City, so 1979 im Theatre Four in der Uraufführung von Robin Swicords Last Days at the Dixie Girl Cafe und 1980 in der Premiere von Matt Williams’ Between Daylight and Boonville. Danach spielte sie mehrere Jahre in Chicago und zog schließlich nach Los Angeles, wo sie nach wie vor vor allem Theater spielt. Außerdem spricht sie in Hörspielen, darunter viele Produktionen von Yuri Rasovskys The Hollywood Theatre of the Ear, und seit 2002 auch in einer großen Zahl von Hörbüchern. Für ihre Hörbücher wurde sie mehrmals für den Audie Award nominiert und erhielt mehrere AudioFile Earphones Awards, so im Jahr 2008 für ihre Hörbuchfassung von Edith Whartons The Age of Innocence.
Zu ihrer Theater-, Radio- und Hörbucharbeit kamen zahlreiche Gastrollen in Fernsehserien. Unter anderem spielte sie in Episoden von X-Factor: Das Unfassbare, Emergency Room (1996), The Practice und Beverly Hills, 90210 (1997), NYPD Blue (1997 und 2004), The Pretender (1999), Star Trek: Voyager und Gilmore Girls (2001), Charmed (2002), Cold Case und Desperate Housewives (2004), Boston Legal (2004 und 2006), Malcolm mittendrin (2005), CSI: Den Tätern auf der Spur und Nip/Tuck (2006) sowie Eli Stone (2008). Von 2006 bis 2007 hatte sie zudem eine ständige Rolle in der Seifenoper Schatten der Leidenschaft.
Im Kino ist Lorna Raver vergleichsweise selten zu sehen. Ihre bisher größte Rolle hatte sie 2009 in Sam Raimis Horrorfilm Drag Me to Hell. Dort spielte sie die alte Mrs. Ganush, von der die Hauptfigur des Films (gespielt von Alison Lohman) mit einem Fluch belegt wurde.

## Filmografie (Auswahl)
- 1990: Der Unglücksritter (Opportunity Knocks) – Regie: Donald Petrie
- 1996: Freeway – Regie: Matthew Bright
- 2005: Candor City Hospital (Kurzfilm) – Regie: David Paymer
- 2003: First Watch – Regie: Elle Travis-Peterson
- 2006: Walkout – Aufstand in L.A. (Walkout, Fernsehfilm) – Regie: Edward James Olmos
- 2006: Schatten der Leidenschaft (The Young and the Restless, Fernsehserie, 24 Folgen)
- 2007: Jane Doe: Ties That Bind (Fernsehfilm) – Regie: James A. Contner
- 2009: Drag Me to Hell – Regie: Sam Raimi
- 2009: Armored – Regie: Nimród Antal
- 2011: The Caller – Regie: Matthew Parkhill
- 2013: Grey’s Anatomy (Fernsehserie, Staffel 10 Folge 7)